# Szociáldemokrata Párt
Die Sozialdemokratische Partei, auch als die „historische“ Sozialdemokratische Partei (Ungarisch: „történelmi“ Szociáldemokrata Párt, SZDP) bekannt, ist eine politische Partei in Ungarn. Sie versucht, die Sozialdemokratie und den demokratischen Sozialismus aufrechtzuerhalten.
Sie entstand 1989 durch eine Spaltung der im selben Jahr (wieder)gegründeten Ungarischen Sozialdemokratischen Partei (MSZDP). Der historische Flügel der ungarischen Sozialdemokratie stand der ex-kommunistischen Ungarischen Sozialistischen Partei und auch ex-kommunistischen Mitgliedern der wiedergegründeten Sozialdemokratischen Partei sehr kritisch bzw. skeptisch gegenüber. Sowohl die eine als die andere beanspruchen für sich dieselbe Nachfolgeschaft, und zwar diejenige der Sozialdemokratischen Partei, die von 1945 bis 1948 der ungarischen Koalitionsregierung angehörte, danach mit der kommunistischen Partei zwangsvereinigt wurde und während des Aufstandes im Jahre 1956 wieder tätig war. Unter der Führung von Anna Kéthly, Gyula Keleman und Joseph Fischer hatte sich die MSZDP an der Provisorischen Regierung von Imre Nagy beteiligt. Zum ersten Male nach vielen Jahren konnte die Parteizeitung „Népszava“ („Die Volksstimme“) wieder unabhängig veröffentlicht werden. Nach der blutigen Niederwerfung der ungarischen Revolution verschwand die Partei wegen der Repressalien und viele Parteiführer flohen ins Exil.
Während die 1989 zuerst gegründete sozialdemokratische Organisation heutzutage eine kleine Partei ist, die eng mit der Ungarischen Sozialistischen Partei zusammenarbeitet und in einer gemeinsamen Liste auch einige Parlamentsabgeordnete im ungarischen Parlament hatte, lehnt die „historische“ SZDP diese Zusammenarbeit entschieden ab und hat in den letzten Jahren eher der rechtspopulistischen Fidesz näher gewesen.
Zuerst eine sehr kleine Splittergruppe, gewann die Partei seit 1997 gewissermaßen an Bedeutung, als sich ihr eine Menge Leute, die 1997 die MSZDP verließen, anschlossen. Sie wandten sich gegen den zentralisierten Führungsstil des László Kapolyi, der die MSZDP in eine nahe Zusammenarbeit mit den Exkommunisten geführt hatte. Zu dieser Gruppe zählten manche sozialdemokratische Altpolitiker der Nachkriegszeiten 1945–1948 und der Regierung Imre Nagy, so z. B. Róbert Gábor, Sándor Bácskai und Ernő Nagy.
Bei den Wahlen ist die Partei marginal geblieben, hat aber trotzdem einen begrenzten Erfolg auf Kommunalebene erzielt. Als Mátyás Szűrös von 2003 bis 2005 der Parteiführung angehörte, neigte die Partei zum Populismus und zu der Fidesz. Der gegenwärtige Parteiführer ist Tibor Sztankovánzki.
Ideologisch ist die Partei besonders dem britischen demokratischen Sozialismus nah. Sie ist gegen umfassende Privatisierung und Neoliberalismus. Anna Kéthly gilt als eine der wichtigsten Personen in der historischen Tradition dieser Partei.
Die traditionellen Hochburgen der Partei bzw. der ungarischen Sozialdemokratie sind die industriellen Gegenden von Budapest, insbesondere Óbuda, Pesterzsébet und Angyalföld.